# 明石元二郎
明石 元二郎（あかし もとじろう、1864年9月1日〈元治元年8月1日〉- 1919年〈大正8年〉10月26日）は、明治・大正期の日本の陸軍軍人。陸軍大将正三位勲一等功三級男爵。第7代台湾総督（1918年-1919年）。福岡藩出身。

## 経歴

### 生い立ち
福岡藩士・明石助九郎貞儀の二男として元治元年（1864年）に福岡藩・福岡城下の大名町に生まれる。明石家の家格は「大組」であり、1300石の大身であった。
1877年（明治10年）6月に陸軍士官学校幼年生徒となった。1883年（明治16年）12月25日、陸軍士官学校を卒業し（旧陸士6期）、同日、歩兵少尉に任じられた。更に1889年（明治22年）に陸軍大学校（5期）を卒業すると参謀本部に奉職、海軍大学校教官を兼務する。
ドイツ留学、仏印出張、米西戦争（1898年4月21日–8月13日）のマニラ観戦武官を経て、1901年（明治34年）にフランス公使館付陸軍武官となる。1902年（明治35年）にロシア帝国公使館付陸軍武官に転任、のちに首相となる田中義一陸軍武官から業務を引き継ぐ。当時からロシア国内の情報を収集し、ロシアの反政府分子との接触を試みる工作活動が行われていた。
首都ペテルブルクのロシア公使館に着任後、日英同盟に基づいた情報協力により、イギリス秘密情報部のスパイであるシドニー・ライリーと知り合い、友人となった。明石の依頼により、ライリーは1903年（明治36年）から建築用木材の取引業者に偽装すると、戦略的要衝である旅順に移住し材木貿易会社を開業、ロシア軍司令部の信頼を得て、ロシア軍の動向に関する情報や、旅順要塞の図面などをイギリスおよび日本にもたらしている。

### 日露戦争での諜報活動
明治37年（1904年）、日露戦争が開戦すると駐ロシア公使館は中立国スウェーデンのストックホルムに移り、明石（当時の階級は大佐）は以後この地を本拠として活動する。
開戦直前の1月、参謀本部次長児玉源太郎は開戦後もロシア国内の情況を把握するため、明石に対し「ペテルブルク、モスクワ、オデッサに非ロシア人の外国人を情報提供者として2名ずつ配置」するよう指令電報を発した。さらに明石は日露開戦と同時に参謀本部直属のヨーロッパ駐在参謀という臨時職に就き、ストックホルムに移った際にも児玉から「お前を信じているぞ」という趣旨の激励の電報が届いた。

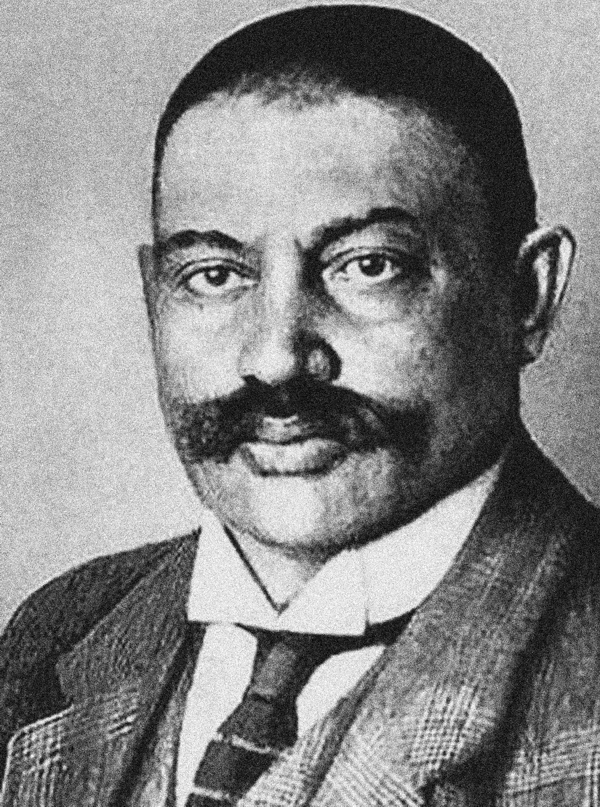
エヴノ・アゼフ

明石はロシア支配下にある国や地域の反ロシア運動を支援し、またロシア国内の反政府勢力と連絡を取ってロシアを内側から揺さぶるため、様々な人物と接触した。例を挙げると、フィンランドの反ロシア抵抗運動指導者カストレーン、シリヤクス、スウェーデン陸軍将校アミノフ、ポーランド国民同盟ドモフスキ、バリツキ、社会革命党チャイコフスキー、グルジア党デカノージ、ポーランド社会党左右両派など、ロシア国内の社会主義政党指導者、民族独立運動指導者などである。特に、当時、革命運動の主導権を握っていたコンニ・シリヤクス率いるフィンランド革命党などを通じ、様々な抵抗運動組織と連絡を取っては資金や銃火器を渡すと、デモやストライキ、鉄道破壊工作などのサボタージュが展開されていった。その内の鉄道破壊工作などは失敗するものの、デモ・ストライキは先鋭化し、ロシア軍はその鎮圧のために一定の兵力を割かねばならず、極東へ派遣しにくい状況が作られた。
明石の工作の目的は、ロシア国内の反乱分子の糾合や、革命政党エスエル（社会革命党）を率いるエヴノ・アゼフなどへの資金援助を通じ、ロシア国内の反戦、反政府運動の火に油を注ぎ、ロシアの対日戦争継続の意図を挫折させようとしたものであり、満州軍においては、欧州の明石工作をロシア将兵に檄文等で知らせて戦意を喪失させようと計ったり、また欧州情勢を受けてロシア軍の後方攪乱活動を盛んに行ったりした（満州義軍）。
また明治37年（1904年）5月、ポーランドの反ロシア民族主義者ロマン・ドモフスキが児玉源太郎と会談した。満洲軍設置の激務の折に児玉がわざわざ時間を割いたのは、明石から情報を得て連携が取れていたためである。
日露戦争全般にわたり、ロシア国内の政情不安を画策してロシアの継戦を困難にし、日本の勝利に貢献しようと意図した明石の活動は、後に、明石自身が著した『#落花流水』などを通じて巷にも日本陸軍最大の謀略戦と称えられるようになった。参謀次長長岡外史は、「明石の活躍は陸軍10個師団に相当する」と評し、ドイツ皇帝ヴィルヘルム2世も、「明石元二郎一人で、満州の日本軍20万人に匹敵する戦果を上げている。」と言って称えたと紹介する文献もある。成果の度合いや後述する#レーニンとの会談の有無については別にしても、これら明石の謀略活動の意図に関しては研究者の間でもほぼ見解は一致する。
なお、前述した自著『#落花流水』や司馬遼太郎の筆による小説『坂の上の雲』は、以下のような粗筋をベースに描いている。
この件は歴史家から疑念を示されている。例えば稲葉千晴は、明石が拠点とした北欧の研究者と共同して工作したかどうか検証作業を進め、一方でレーニンと会談した事実も、レーニンが上記のような発言を行った事実も確認されず、現地でもそのような説は流布していないと示された上、他方、ロシア帝国の公安警察であるオフラナが明石の行動をチェックしており、明石が「血の日曜日事件」や「ポチョムキンの反乱」に直接、関与していた根拠は薄いとしている。ただし稲葉は他方、日露戦争において欧州での日本の情報活動が組織的になされていたこと、その中で明石の収集した情報が量と質で優れていたことは評価している。今井はレーニンと会談したという話を、日露戦争後に陸軍で傍流扱いされた明石の屈折した感情から出た言葉ではないかと推定している。また西原も、著書において「レーニンは明石の申し出を断った」と記している。
日本国内においては、日露戦争について明石の活動が評価されているが、対戦国であったロシア側は、明石の活動がロシアの対日警戒、対日諜報活動を促したとしている。ロシアの月刊誌『ロージナ』（Родина、『祖国』の意）は2004年の日露戦争特集号で、日本の参謀本部や外務省は満州において中国人やモンゴル人を使って強力な情報網を構築したが、このことがロシア（ソビエト連邦時代）の対日情報工作の強化に繋がったこと、また日本が備えた防諜体制の甘さをもあわせて指摘している。日本側もフランス人記者を使ったロシアの諜報工作に晒されていたのである。
日露戦争中、明石は一人で巨額の工作資金を消費した。それは当時の国家予算約2億3000万円の内、100万円程であったが、参謀総長山縣有朋、同・最終階級長岡外史次長らの決断により参謀本部から支給され、ロシア革命支援工作などにも利用された。この点について評論家西部邁は以下のように述べている。
「日露戦争のときには、日本にも明石元二郎という立派なスパイがいました。彼が使った工作資金はいまの標準でいうと数百億円ですってね。1兆円という話も聞いたことがある。それで第一次ロシア革命を煽り立てるわけです。これにはさすがのツアーも参ってしまった。」。
日本の日露戦勝（1905年（明治38年）9月）の後においてドイツの皇帝ヴィルヘルム2世は「明石一人で日本軍20万人に匹敵する成果を挙げた」と語っていたと伝わる。

### 日露戦争後
明治43年（1910年）7月、寺内正毅朝鮮統監の下で憲兵司令官と警務総長を兼務し朝鮮併合の過程で武断政治を推し進めた。1911年、下関市ヘ旅行、翌年8月8日付の指令で東京に出張する。ソウルに多くの報道関係者が詰めかけると、明石警務総長が強化した検閲を「恐ろしい体制（Schreckensregimentシュレッケンスレジメント）」であるとドイツ新聞アルゲマイネ・ツァイトゥングは1910年、「わずかな違反行為でさえ、国内の新聞の弾圧、外国の新聞の報道記事の押収」に至ると報じられた報じた。フランクフルター・ツァイトゥングはそれに対する意見をエルヴィン・フォン・ベルツ医師に求めた。ベルツは明治天皇の侍医（1902年-1905年）を務め伊藤博文の主治医であり、ドイツは軍事上、朝鮮と無関係の位置にあるからと前述の論評をいさめた。
大正3年（1914年）4月、参謀次長に着任するが、翌10月、熊本の第6師団長に転じる。問題なく職責を全うしていたにもかかわらず、わずか1年で師団長に転補させられた背景には、陸軍内における「スパイ蔑視」の風潮がある。児玉源太郎や山縣有朋はそのような風潮を深く認識していたが、同時に情報の重要性も理解していたため、明石や福島安正などの情報畑の人材を積極的に引き立てていた。だが依然、明石を警戒する空気は根強く、結果的に更迭された。明石自身、単独行動が多く、派閥行動や組織内遊泳に長ける環境になかったことから、情報将校が出世し辛い、ひいては情報を軽視する風潮につながった可能性が指摘されている。
同7年（1918年）7月に第7代台湾総督に就任、陸軍大将に進級する。総督在任中は社会基盤の整備に腐心した。台湾電力を設立し日月潭水力発電所を含む水力発電事業を推進したほか、高雄港の拡充、鉄道貨物輸送の停滞を消解するため新たに海岸線を敷設した。司法制度の改革にのぞみ、森林令による木材資源の涵養、台湾教育令を改正して日本人と台湾人が均等に教育を受けられるように図り、台湾人にも帝国大学進学への道を開いた。設立した華南銀行は、今日でも台湾最大級の金融機関である。
八田與一が嘉南平原の旱魃・洪水対策のために計画した嘉南大圳の建設を承認し、その建設予算を獲得することに尽力して台湾総督府の年間予算の3分の1以上に達する金額を工面した。大正8年（1919年）8月、台湾総督府から分離して独立の軍となった台湾軍の初代司令官を兼務する。
台湾総督の次は総理大臣にと周囲からは期待されていたようだが、現地の事情をつかもうと台湾全土を総督在任1年4か月で視察し終えて、大正8年（1919年）10月、公務のため日本へ一時帰国する洋上で病を得て、郷里の福岡に帰り着いた。石井光次郎は、台湾総督であった明石の秘書官を務めた人物である。亡くなる直前の明石元二郎を見舞った時の様子を次のように記憶していた。
満55歳だった。死因は脳溢血説、肝硬変説などがある。生前、大酒飲みだったので肝硬変説は特に有力視されているが、最近では当時、世界的に流行していたインフルエンザの1種スペイン風邪に罹患したのではなかったかと言われている。
余の死体はこのまま台湾に埋葬せよ。いまだ実行の方針を確立せずして、中途に斃れるは千載の恨事なり。余は死して護国の鬼となり、台民の鎮護たらざるべからず」

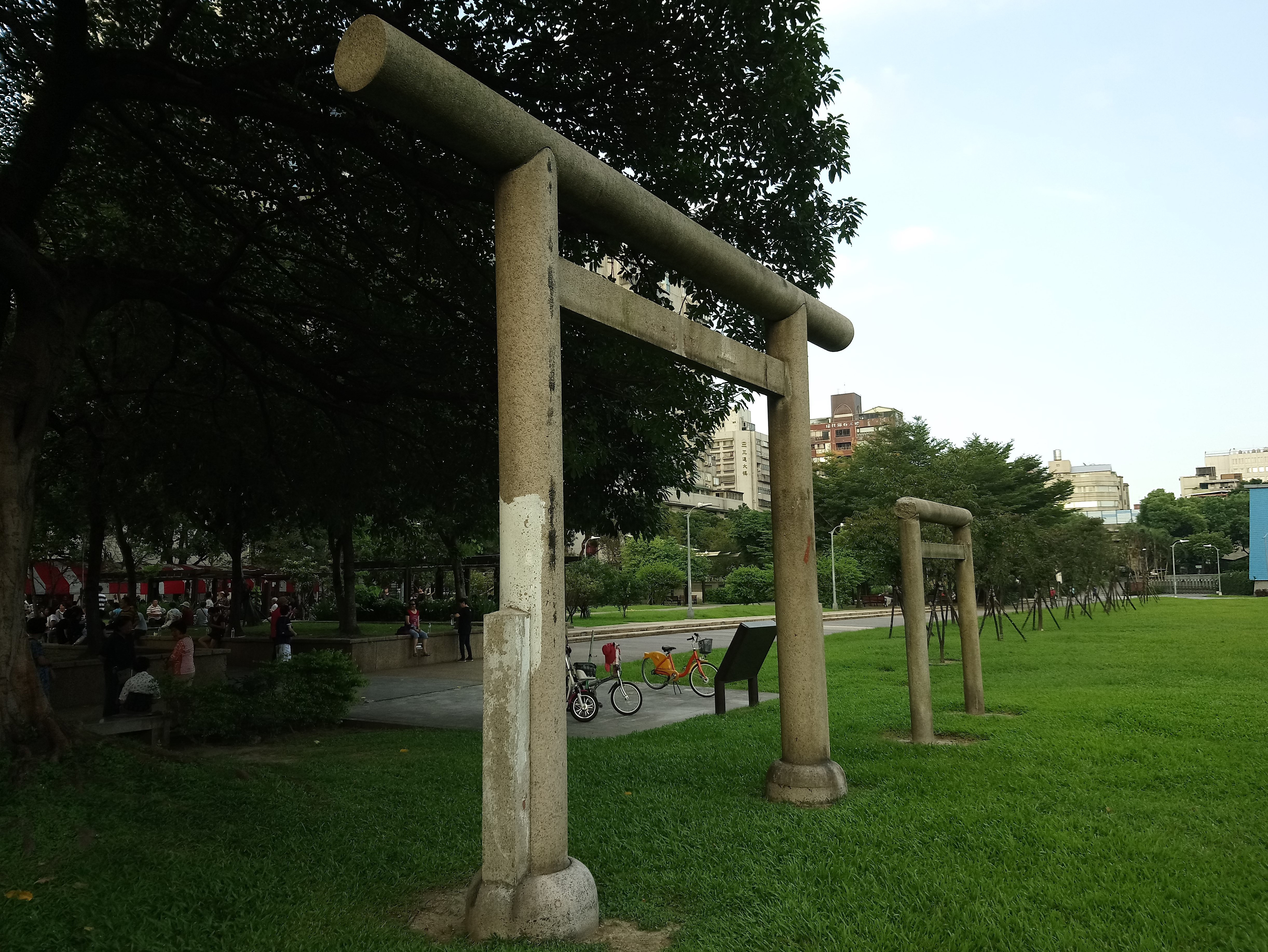
画像1 明石元二郎鳥居

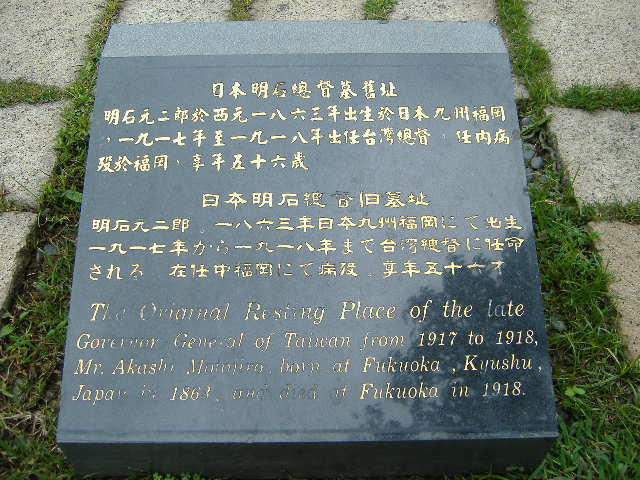
画像2 林森公園にある碑石

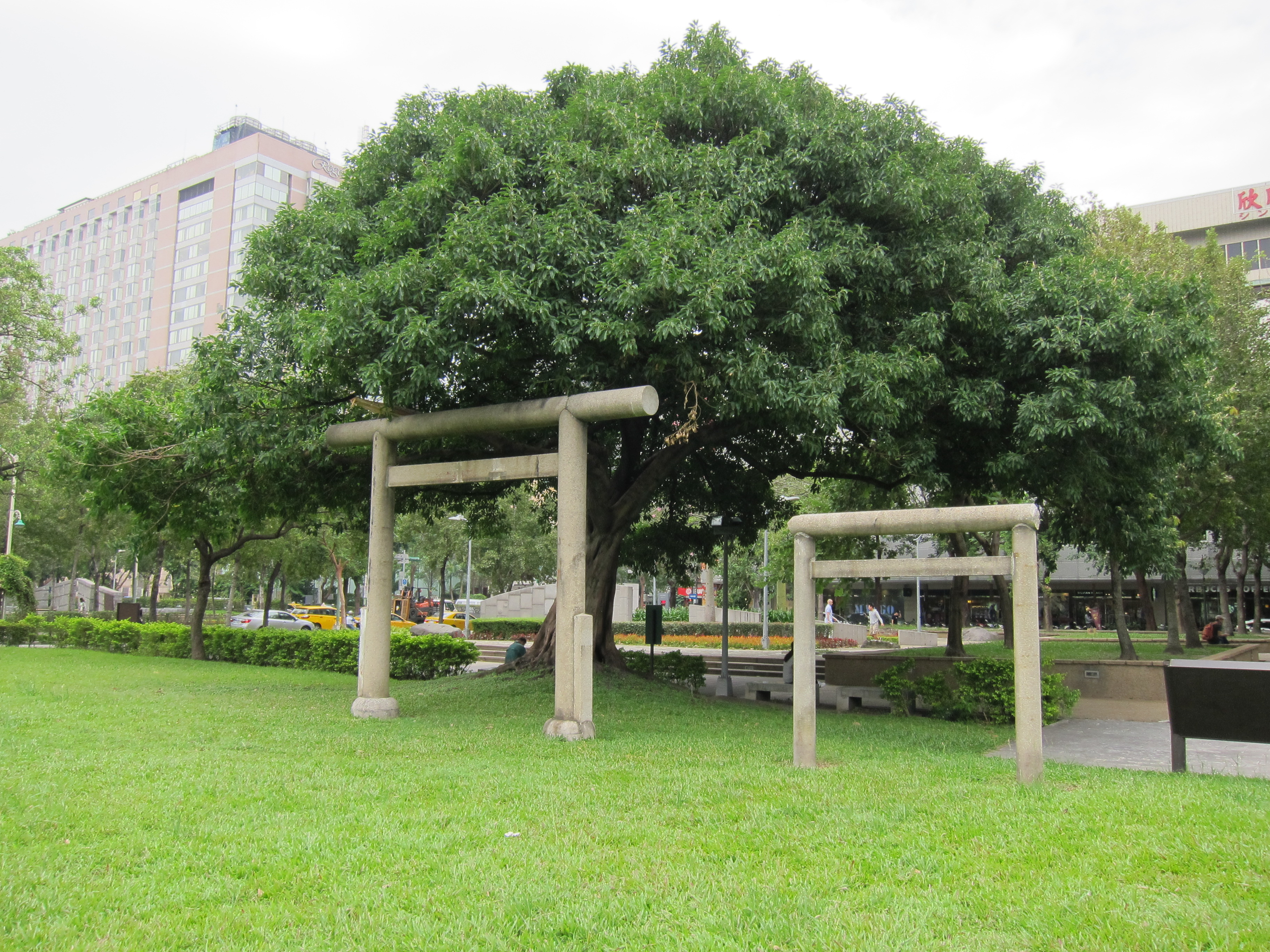
画像3 鳥居2基。向かって左は明石元二郎、左は鎌田正威に捧げられた。

遺言によって、遺骸は福岡から台湾に移され、台北市の三板橋墓地（現・林森公園）に葬むられた。歴代19人の総督のうち台湾を永遠の地に選んだ唯一の人物であり、約10万人が棺を見送ったと伝わる。
その後、1999年に現地有志により台北県三芝郷（現・新北市三芝区）の福音山基督教墓地へ改葬されている。台北市で国際文化基金会主催の「明石元二郎総督の業績をたたえるシンポジウム」（2002年）が開催されるなど、台湾の人々の心に生き続けた。
墓前にあった鳥居（#画像1）は林森公園の整備中、二二八和平公園内に仮設され、2010年11月に再び元の地に戻された。
生誕地に近い勝立寺には遺髪と爪を収めた墓がある。偉業が祖国で忘れられたと惜しむ福岡県郷友連盟ほか有志は、明石が生まれた福岡に顕彰碑を建立する企画を動かす。碑は福岡の筥崎宮に立ち、除幕式には能楽師の大倉正之助氏が囃子大倉流の大鼓を献納し、石原進は安倍晋三から届いた祝電を読み上げた。

## 家族
- 父・明石助九郎 - 福岡藩士
- 妻・くに（国子） - 郡保宗の二女[47]。姉の夫に月成勲。
- 妻・ノブ（信子） - 黒田播磨（一葦）の娘 [48]。甥（姉の子）に男爵黒田一義[注 8]。
- 長男・明石元長[50] - 男爵。妻・和子の祖父に内藤頼直、兄に内藤頼博。
- 孫・明石元紹 - 元長の子[51][52]
- 甥・明石泰二郎[注 9]

## 栄典・授章・授賞
位階
- 1884年（明治17年）2月9日 - 正八位[53]
- 1889年（明治22年）7月15日 - 従七位[54]
- 1892年（明治25年）1月12日 - 正七位[55]
- 1896年（明治29年）4月20日 - 従六位[56]
- 1901年（明治34年）3月11日 - 正六位[57]
- 1904年（明治37年）2月19日 - 従五位[58]
- 1907年（明治40年）12月10日 - 正五位[59]
- 1912年（大正元年）12月28日 - 従四位[60][61]
- 1915年（大正4年）10月20日 - 正四位[62]
- 1918年（大正7年）7月31日 - 従三位[63]
- 1919年（大正8年）10月24日 - 正三位[64][1]

爵位
- 1919年（大正8年）10月24日 - 男爵[64]

勲章等
| 受章年                     | 略綬 | 勲章名                   | 備考 |
| -------------------------- | ---- | ------------------------ | ---- |
| 1889年（明治22年）11月29日 |      | 大日本帝国憲法発布記念章 |      |
| 1895年（明治28年）11月18日 |      | 明治二十七八年従軍記章   |      |
| 1895年（明治28年）12月14日 |      | 功四級金鵄勲章           |      |
| 1895年（明治28年）12月14日 |      | 勲六等瑞宝章             |      |
| 1901年（明治34年）5月31日  |      | 勲五等瑞宝章             |      |
| 1901年（明治34年）12月28日 |      | 勲四等瑞宝章             |      |
| 1902年（明治35年）5月10日  |      | 明治三十三年従軍記章     |      |
| 1906年（明治39年）4月1日   |      | 功三級金鵄勲章           |      |
| 1906年（明治39年）4月1日   |      | 勲三等旭日中綬章         |      |
| 1906年（明治39年）4月1日   |      | 明治三十七八年従軍記章   |      |
| 1908年（明治41年）12月1日  |      | 勲二等瑞宝章             |      |
| 1909年（明治42年）4月18日  |      | 皇太子渡韓記念章         |      |
| 1911年（明治44年）6月13日  |      | 旭日重光章               |      |
| 1912年（大正元年）8月1日   |      | 韓国併合記念章           |      |
| 1915年（大正4年）11月1日   |      | 勲一等瑞宝章             |      |
| 1915年（大正4年）11月7日   |      | 旭日大綬章               |      |
| 1915年（大正4年）11月7日   |      | 大正三四年従軍記章       |      |
| 1915年（大正4年）11月10日  |      | 大礼記念章               |      |
| 1919年（大正8年）10月26日  |      | 戦捷記章                 |      |

外国勲章佩用允許
| 受章年                     | 国籍             | 略綬 | 勲章名                                   | 備考 |
| -------------------------- | ---------------- | ---- | ---------------------------------------- | ---- |
| 1898年（明治31年）10月12日 | 安南帝国         |      | 旌能龍星勲章                             |      |
| 1900年（明治33年）4月17日  | スペイン王国     |      | メリットミリテール第二級勲章             |      |
| 1905年（明治38年）4月1日   | スウェーデン王国 |      | レペー勲章コマンドールヅージエームクラス |      |
| 1910年（明治43年）8月28日  | 大韓帝国         |      | 勲一等太極章                             |      |

## エピソード
陸軍幼年学校時代の明石は、稲荷神に供えられた赤飯の盗み食い常習犯であり、また夜中にボートに乗って転覆させたりなど悪戯を繰り返していたが、教師や先輩、友人などから嫌われたり憎まれたりすることはなかった。陸軍士官学校時代も、周りの同僚や先輩などから好かれており、何かにつけ明石のもとに集まったり、噂の対象になっていたという。製図の授業の際、明石は鼻水を垂らしながらもそれを手で拭い、さらにその手で図面をいじっては真っ黒にしてしまっていた。
服装について無頓着であり、陸軍士官学校時代、制服のズボンが緩く、へそを出しながらズボンの裾を引きずって歩いていた。陸大時代は下宿に猫を1匹飼っており、軍服に猫の毛を付けたまま講義に出席していたようである。ほとんど歯を磨く習慣がなく、それが晩年まで続いた。ヨーロッパ赴任中、泥靴のまま公使館に入り、そのまま平気な顔をしていた。
協調性に欠けていて風采が上がらず、また運動音痴であったとされており、ロシア公使館付陸軍武官時代（1902年赴任）の上司にあたる駐露公使の栗野慎一郎でさえ、明石の能力を見抜けず開戦の直前に外務省に「優秀な間諜が欲しい」と要請したほどであった。栗野は明石と同じ 修猷館出身である。
外国語と算術に長けていた。あるパーティでドイツとロシアの士官と同席した折に、ドイツの士官が明石にフランス語で「貴官はドイツ語ができますか」と聞いてきた。明石は「フランス語がやっとです」とわざと下手なフランス語で答えた。すると、そのドイツの士官は明石を無視して、ドイツ語でロシアの士官と重要な機密について話し始めた。しかし明石は実はドイツ語を完璧に理解し、その機密をすべて聞き取ったという。明石はフランス語、ロシア語、英語も完璧に理解していた。ロシアで名乗った偽名を、「アバズレーエフ」という。
製図書きにも優れており、ある外国人のパーティに出席した際、名刺を忘れた八代六郎のためにその場で器用に紙を裂き、まるで印刷してあったかのように文字を入れ、10枚ばかり即席の名刺を作成した。
整理整頓に無頓着な明石は台湾総督時、官邸を一切掃除させず、身辺が荒れ放題となっていた。絵葉書が好きで、玄関・応接間・寝室など家中に絵葉書を貼りつけたため、まるで7、8歳の子供部屋のようになっていた。何かに熱中すると、ほかのことを完全に忘れてしまう性格でもあった。上原勇作の手引きで山縣有朋と対談した時、どんどん話にのめりこんでゆき、しまいには小便を垂れ流していることに気がつかずそのまま熱弁を振るうに至ってしまった。山縣もその熱意にほだされ、小便を気にしながら対談を続けざるを得なかったという。日露戦争を経て高位高官に昇っても、明石は薄汚い布団で犬を抱きながら寝ていた。
日清戦争後の参謀本部勤務中に勃発した米西戦争では、観戦武官としてフィリピンに赴いた。この時、アメリカ軍は陸戦ではスペイン軍とは直接交戦せず、フィリピン独立運動の指導者アギナルドの率いる市民軍に武器を融通し資金を援助している。同市民軍が各地の戦いでスペイン軍を撃破し駆逐する様子を観た明石は、「敵の中の反対勢力を支援する」というヒントを得た。これを活かして明石の行ったロシア革命工作は、後に陸軍中野学校で諜報活動のモデルケースとして講義されている。

### 私生活
任務としてスパイ活動や憲兵政治など社会の暗部で活躍したが、私生活では極めて清廉であった。#工作資金の残余27万円を長岡参謀次長に精算した。
長男の明石元長は、根本博と通訳の吉村是二を国共内戦での国民党軍事顧問とすべく、昭和24年（1949年）6月、日本から台湾に密入国させようと尽力した。しかし、その首尾も帰国（1952年6月）も見届けることなく、元長は根本らの出国からわずか4日後に、激しい過労により42歳で急死する。2009年10月25日、台湾で古寧頭戦役60周年式典が行われ、招待を受けた元長の子孫は日本人軍事顧問団の遺族とともに歓待された。

## 著書
- 『落花流水：明石元二郎大将遺稿』（陸軍参謀本部に対する復命書、国立国会図書館所蔵）
  - 金子 堅太郎、竹下 勇、明石 元二郎、倉知 鉄吉、船越 光之丞『金子堅太郎 竹下勇 明石元二郎 倉知鉄吉 船越光之丞』 第2巻 近代未刊史料叢書5、広瀬 順晧 監修・編・解題、ゆまに書房〈近代外交回顧録〉、2000年。ISBN 4897149878。CRID 1130000794617602816。
- 明石 元二郎、尚友倶楽部、広瀬 順晧、日向玲理、長谷川 貴志 著、尚友倶楽部史料調査室 編『寺内正毅宛明石元二郎書翰 : 付『落花流水』原稿（『大秘書』）』芙蓉書房出版〈尚友ブックレット : 憲政資料シリーズ〉、2014年。ISBN 9784829506219。CRID 1130282271202306304。

## 演じた俳優
- 仲代達矢：映画「日本海大海戦」(1969)
- 原田芳雄：NHKドラマ「ポーツマスの旗」（1981)
- 夏八木勲：RKB毎日放送ドキュメンタリードラマ「日出づる国の密使　明石元二郎ペテルブルグの謀略」(1992)、テレビ東京12時間超ワイドドラマ「若き血に燃ゆる〜福沢諭吉と明治の群像」(1984)
- 塚本晋也：NHKドラマ「坂の上の雲」(2009-2011)
- 穂高ゆう：ドキュメンタリー映画「我、死して護国の鬼とならん」（2022）

## 関連文献
発行年順。本文に未使用の資料。
科学研究費助成事業 年度順
- 黒羽 茂、東北大学、日本学術振興会（JSPS）「謀報史上より見たる日露戦争 : とくに明石元二郎大佐の対ロシア撹乱工作の真相について」1967年-1967年。CRID 1040282257391006080。
- “石井光次郎関係文書”. リサーチ・ナビ > 憲政資料（憲政資料室）.   国立国会図書館 (2022年5月6日). 2025年6月1日閲覧。

（1）2006年2月（平成18年）、個人より受贈、公開。（2）2018年7月27日（平成30年）追加公開分は2017年12月（平成29年）、個人より受贈。
- 書簡、辞令等。日記（計43冊：日記1915年から死去直前まで）に戦後は記述のない日も多いが、第4次吉田内閣発足、石井自身の自民党総裁選出馬、岸首相とのやり取りなどを記す。書簡は吉田茂、緒方竹虎、下村宏発信のもの他。
- 『思い出の記』関係資料は、アルバム8冊と口述テープ25本で構成。

書籍、定期刊行物ほか
- 台湾教育会『臺灣教育令関係法規輯覽』臺灣教育会、1922年。CRID 1130297260957455630。『臺灣教育』第241号の附録。
- 山口菅三 著、西川太治郎 編『服部富造君 : 元イマン居留民会長』山口菅三、1938年。doi:10.11501/1034880。国立国会図書館書誌ID:1034880。シベリア時代の回想。私家版、三康図書館収蔵。
- 『官報』1960年、doi:10.11501/3452155、国立国会図書館書誌ID:000001362364。
- 小山勝清『明石大佐とロシア革命』（改版）原書房、1984年。[97]

小山 勝清『煽動大煽動 : 明石大佐対露革命工作』（初版）原書房〈原書房・100冊選書〉、1966年。CRID 1130282271901561216。
- 日本政治外交史研究会（著）、慶応義塾大学法学研究会（編）「〈明石元二郎文書〉及び解題 : 主要書簡を中心に〔含 履歴書〕」『法学研究』第58巻第9号、慶応義塾大学法学研究会、東京、1985年9月、75-104頁、ISSN 0389-0538、国立国会図書館書誌ID:2751279。掲載誌別題『Journal of law, politics and sociology』
- 黒羽茂『日ソ諜報戦の軌跡 : 明石工作とゾルゲ工作』日本出版放送企画、1991年。ISBN 4795253242。国立国会図書館書誌ID:000002151844。[98]
- D・P・パブロフ、S・A・ペトロフ 著、左近毅 訳『日露戦争の秘密 : ロシア側史料で明るみに出た諜報戦の内幕』成文社、1994年。国立国会図書館書誌ID:000002547634。
- 篠原昌人『陸軍大将福島安正と情報戦略』芙蓉書房出版、2002年。ISBN 4-8295-0324-6。国立国会図書館書誌ID:000004034281。
- 野村敏雄『明石元二郎：日露戦争を勝利に導いた「奇略の参謀」』PHP研究所〈PHP文庫〉、2005年。ISBN 978-4-569-66403-3。
- 清水克之『豪快痛快 世界の歴史を変えた日本人 : 明石元二郎の生涯』町田 : 桜の花出版、東京 : 星雲社（発売）、2009年12月。ISBN 978-4434139437。国立国会図書館書誌ID:000010638091。
- 四條たか子『世界が愛した日本』 2巻、井沢元彦 監修、竹書房、2011年。ISBN 978-4-8124-4621-8。国立国会図書館書誌ID:000011212161。
- 前坂俊之『日露インテリジェンス戦争を制した天才参謀明石元二郎大佐』新人物往来社、2011年1月。ISBN 978-4-404-03964-4。国立国会図書館書誌ID:000011116591。
- 李 修京、イ・スギョン「旺山・許蔿[ウィ（ワンサン・ホウィ）の逮捕後の動向考察]」『東京学芸大学紀要. 人文社会科学系. I』第63号、東京学芸大学学術情報委員会、2012年1月31日、119-135頁、ISSN 1880-4314、CRID 1050006994043699456、2025年6月17日閲覧。

太田耐造の旧蔵文書 
- 太田耐造 第6巻、加藤哲郎 編集・解説（編集復刻版）、不二出版、2020年4月、298-299頁。ISBN 978-4-8350-8306-3。国立国会図書館書誌ID:030395228。[99]